# هولیس تامپسون
هولیس تامپسون (انگلیسی: Hollis Thompson؛ زادهٔ ۳ آوریل ۱۹۹۱) یک بازیکن بسکتبال اهل ایالات متحده آمریکا است.
از باشگاه‌هایی که در آن بازی کرده‌است می‌توان به فیلادلفیا سونتی‌سیکسرز اشاره کرد.